# Campeonato de México de Ciclismo Contrarreloj
Los Campeonatos de México de Ciclismo Contrarreloj se organizan anual e ininterrumpidamente desde el año 2000 para determinar el campeón ciclista de México de cada año, en la modalidad. 
El título se otorga al vencedor de una única carrera, en la modalidad de Contrarreloj individual. El vencedor obtiene el derecho a portar un maillot con los colores de la bandera de México hasta el campeonato del año siguiente, solamente cuando disputa pruebas contrarreloj.

## Palmarés
| Año  | Ganador                  | Segundo                | Tercero                |
| 2000 | Eduardo Graciano         | Sidharta Camil         | Florencio Ramos Torres |
| 2001 | Camil Siddharta          | Christian Valenzuela   | Domingo Gonzalez       |
| 2002 | Eduardo Graciano         | Manuel Hernandez       | Christian Valenzuela   |
| 2003 | Eduardo Graciano         | Jesús Zarate Estrada   | Domingo Gonzalez       |
| 2006 | Fausto Esparza           | Cuitlathuac Ayala      | Antonio Aldape         |
| 2007 | Juan Pablo Magallanes    | José Isabel Garcia     | Cuitlahuac Ayala       |
| 2008 | José Manuel García Ponce | Juan Pablo Magallanes  | Luis Alfredo Gutierrez |
| 2009 | Ignacio Sarabia          | Bernardo Colex         | Domingo Gonzalez       |
| 2010 | Raúl Alcalá              | Ignacio Sarabia        | Carlos López González  |
| 2011 | Bernardo Colex           | Gregorio Ladino        | Carlos López González  |
| 2012 | Bernardo Colex           | Luis Pulido            | Héctor Rangel          |
| 2013 | Bernardo Colex           | Héctor Rangel          | Carlos López González  |
| 2014 | Bernardo Colex           | Flavio de Luna         | Ignacio Sarabia        |
| 2015 | Flavio de Luna           | Juan Pablo Magallanes  | Héctor Rangel          |
| 2016 | Juan Pablo Magallanes    | Moisés Aldape Chávez   | Christian Valenzuela   |
| 2017 | Ignacio de Jesús Prado   | Luis Villalobos        | Uri Martins            |
| 2018 | Luis Villalobos          | Luis Enrique Lemus     | Juan Pablo Magallanes  |
| 2019 | Ignacio de Jesús Prado   | René Corella           | Fernando Arroyo        |
| 2020 | Ignacio de Jesús Prado   | Ulises Castillo        | Juan Pablo Magallanes  |
| 2021 | Ignacio de Jesús Prado   | Omar Aguilera          | Mario Zamora           |
| 2022 | Ignacio Sarabia          | José Alfredo Santoyo   | Ulises Castillo        |
| 2023 | José Ramón Muñiz         | Ignacio de Jesús Prado | Edgar Cadena           |
| 2024 | Edgar Cadena             | Ulises Castillo        | César Cámara           |